# Sickenhausen
Sickenhausen ist ein Stadtteil von Reutlingen im Landkreis Reutlingen in Baden-Württemberg. Bezirksbürgermeister ist Klaus Nagel.

## Geographie
Sickenhausen liegt am nordwestlichen Stadtrand von Reutlingen, rund fünf Kilometer von der Innenstadt entfernt. Das Dorf grenzt im Norden an den Stadtteil Altenburg, im Osten an Rommelsbach, im Süden an Degerschlacht und im Westen an die Gemeinde Kirchentellinsfurt (Landkreis Tübingen). Sickenhausen besitzt einen Anschluss an die Bundesstraße 464, die den Ort von Rommelsbach trennt.

## Geschichte

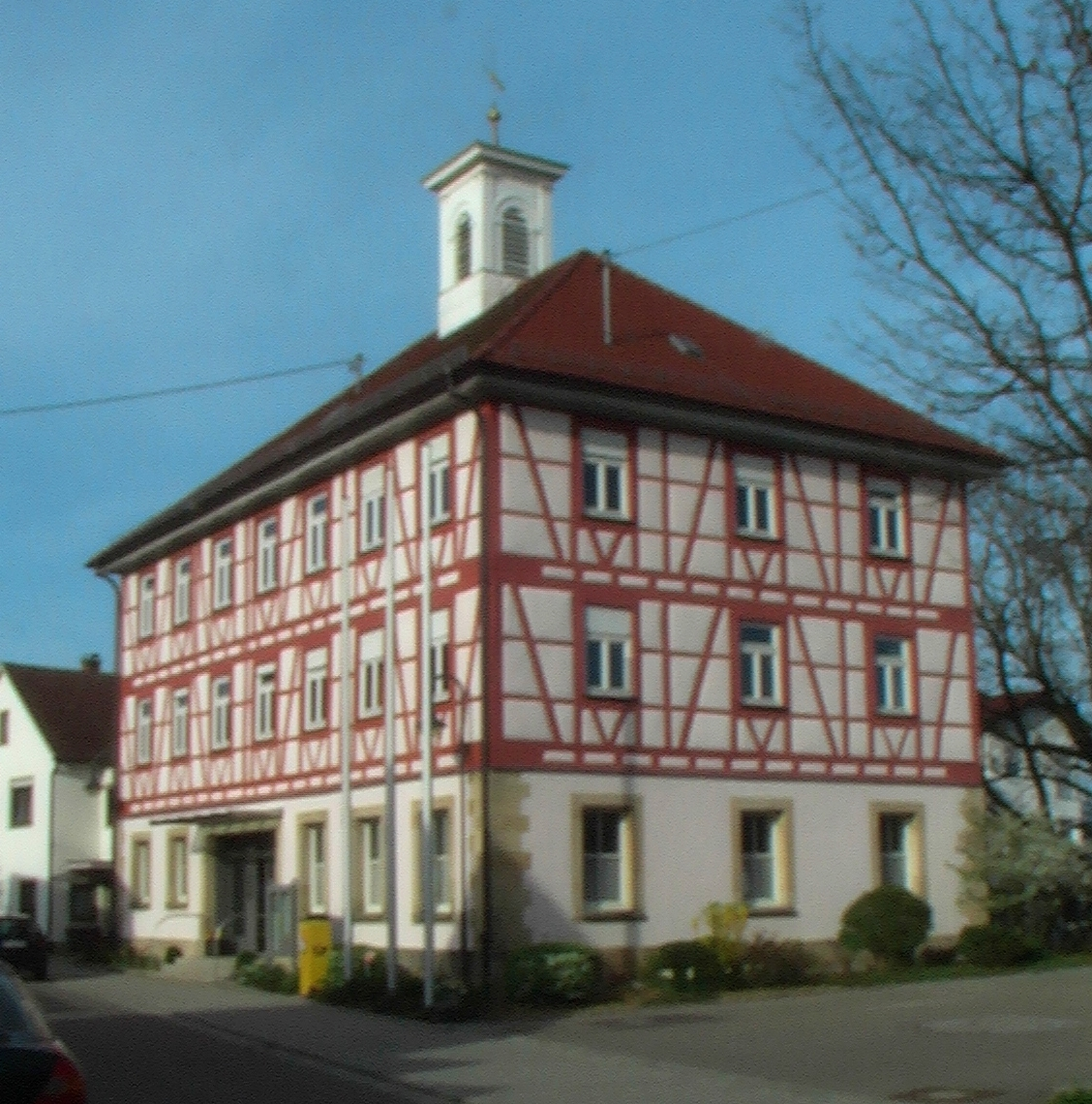
Rathaus Sickenhausen

Der Ort wird erstmals 1089/90 in einer Schenkungsurkunde an das Kloster Zwiefalten erwähnt. Danach war die Reutlinger Patrizierfamilie Teufel Ortsherr, die Altenburg, Degerschlacht und Sickenhausen 1444 an Graf Ludwig von Württemberg verkaufte. Damit gehörte Sickenhausen zum Amt bzw. Oberamt Tübingen. 1938 kam der Ort dann zum Landkreis Reutlingen, am 1. April 1972 wurde er in die Stadt Reutlingen eingegliedert.

## Wappen
In Rot eine goldene (gelbe) Garbe, darüber drei sechszackige goldene (gelbe) Sterne.

## Sonstiges
- Die evangelische Pauluskirche wurde 1978 – für die mittlerweile abgerissene alte Kirche – erbaut.
- In Sickenhausen gibt es eine neuapostolische Kirchengemeinde.
- Die Friedrich-Silcher-Schule ist die örtliche Grundschule mit rund 80 Schülern.